# Gällö
Gällö – miejscowość (tätort) w środkowej Szwecji, w regionie administracyjnym (län) Jämtland (gmina Bräcke). 
W 2017 roku Gällö liczyło 732 mieszkańców.

## Położenie
Miejscowość jest położona w prowincji historycznej (landskap) Jämtland, nad jeziorem Revsundssjön, przy linii kolejowej Mittbanan i drodze E14, ok. 50 km na południowy wschód od Östersundu w kierunku Sundsvallu.

## Demografia
Liczba ludności tätortu Gällö w latach 1960–2015: